# Монтерос, Росенда
Роса Мендес Леса, более известная как Росенда Монтерос (исп. Rosa Méndez Leza, mas conocido como Rosenda Monteros) (31 августа 1935, Веракрус, Веракрус, Мексика — 29 декабря 2018, Мехико, Мексика) — мексиканская актриса театра и кино и танцовщица.

## Биография
Родилась 31 августа 1935 года в Веракрусе. Актриса сделала обширную творческую карьеру в области кинематографа, за более чем шестьдесят лет. В мексиканском кинематографе дебютировала в 1954 году и снялась в 42 работах в киног и телесериалах. Она была не только актрисой, но и танцовщицей. Имя актрисы вписано золотыми буквами в историю кино, телевидения и мексиканского театра. В театральной сфере она принадлежала Национальной театральной труппе Мексики (2008–2012) и была признана заслуженной актрисой Мексики
Скончалась 29 декабря 2018 года в Мехико.

## Личная жизнь
В 1955 году Росенда Монтерос вышла замуж за режиссёра Хулио Брачо, однако личная жизнь не сложилась, через два года супруги развелись.

## Награды и премии
Росенда Монтерос была удостоена признания Мексиканской ассоциации театральных критиков за рекордные 263 театральных спектакля, которые накопились у актрисы к 1990 году, а также награды Siglo de Oro за лучшую женскую роль в области театра в 1998 году.